# Arroz inflado

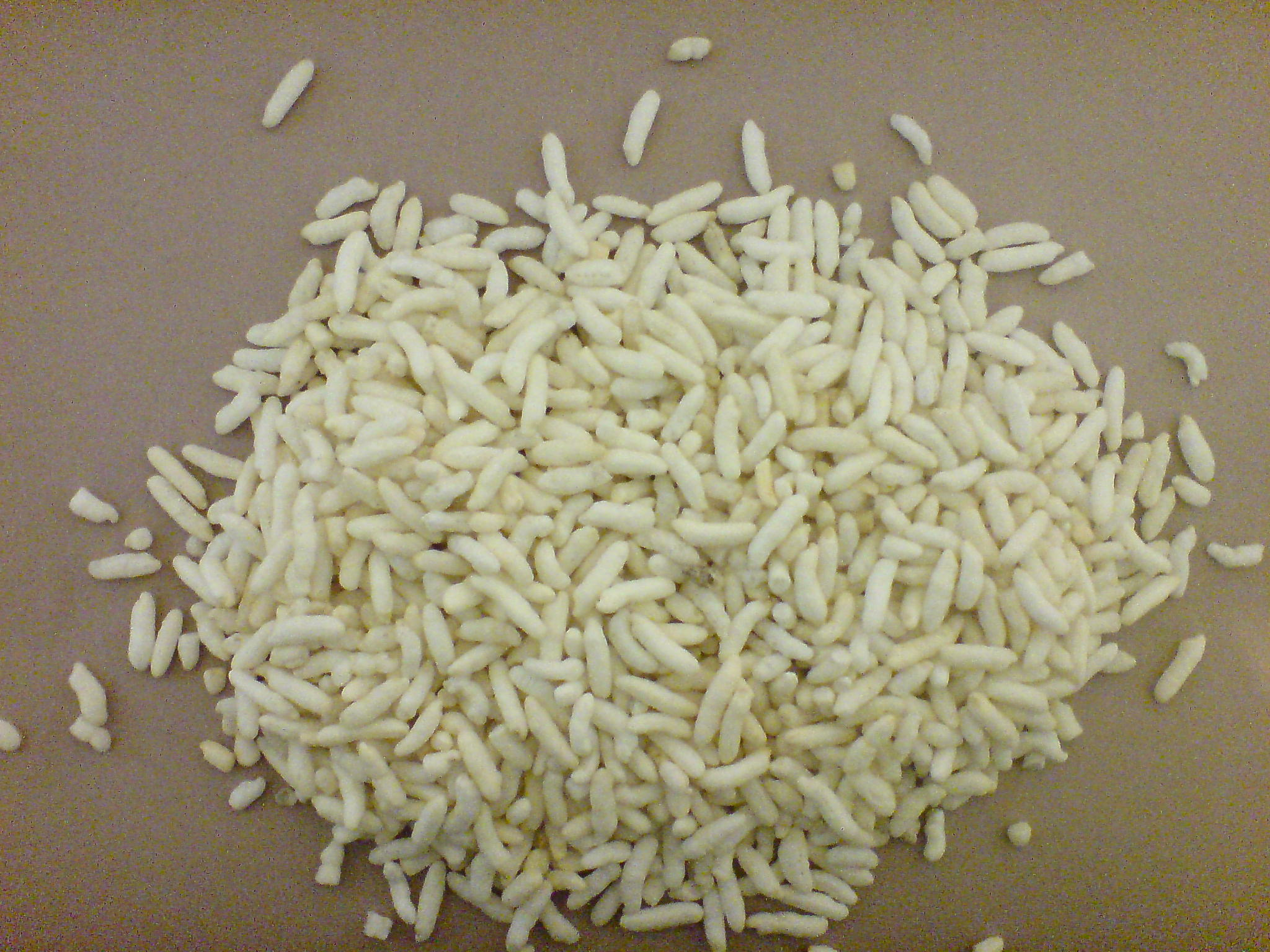
Arroz inflado.

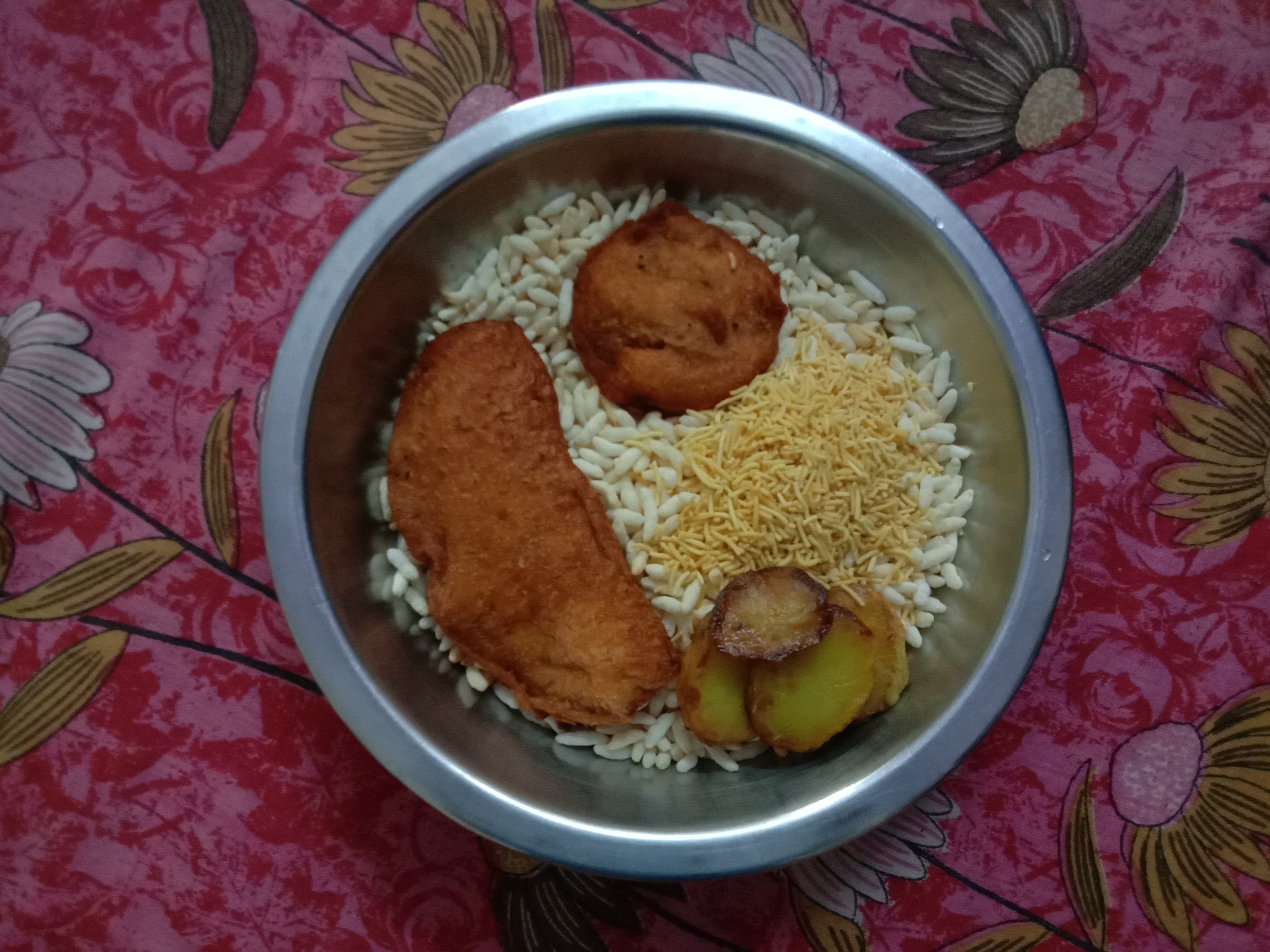
Plato bengalí con arroz inflado

El arroz inflado es un tipo de grano inflado elaborado a partir de arroz, normalmente calentando los centros de los granos de arroz a alta presión en presencia de vapor, si bien el método de fabricación admite muchas variantes.

## Historia
El pori (tamil: பொரி) o arroz inflado se menciona en varias obras locales como ofrenda para las deidades hindúes. Aparece mencionado como ofrenda para Vinayagar con panela en el Tiruppugazh, una antología de canciones religiosas tamiles del siglo XV escrita por el poeta Arunagirinathar. 
El twibap es el nombre para el arroz inflado en la Gastronomía de Corea.

## Uso
El arroz inflado se usa en aperitivos y cereales de desayuno, y también es una comida callejera popular en algunos lugares del mundo. Es un ingrediente del bhel puri, un popular chaat (galletita de aperitivo) indio. También se usa en templos y gurdwaras como prasad.
El pori se ofrece a las deidades hindúes en todas la pujas del estado indio de Tamil Nadu. La elaboración de pori es el principal negocio familiar desde hace siglos en muchos pueblos alrededor de Namakkal y Avinashi, distribuyéndose por todo el país e incluso al extranjero.
Un arroz inflado tradicional llamado muri (a veces mouri) se elabora calentando el arroz en un horno relleno de arena. El muri es al arroz lo que las palomitas de maíz al maíz. El proceso implica hacer menos perecedero el arroz. El muri es un alimento básico en muchas partes de Rayalaseema, Karnataka del Norte, Bengala y Bangladés. Una receta muy popular con muri es el jhalmuri o bhelpuri.
El arroz inflado se denomina mur-mure en algunas partes de la India. En muchas zonas de Rayalaseema y Karnataka del Norte, el uggani es popular junto con el mirapakai bajji (bajji de guindilla).